# La Croix-aux-Mines
La Croix-aux-Mines é uma comuna francesa na região administrativa de Grande Leste, no departamento de Vosges. Estende-se por uma área de 16,8 km². Em 2010 a comuna tinha 504 habitantes (densidade: 30 hab./km²).